# Nomada affabilis
Nomada affabilis là một loài Hymenoptera trong họ Apidae. Loài này được Cresson mô tả khoa học năm 1878.

## Hình ảnh

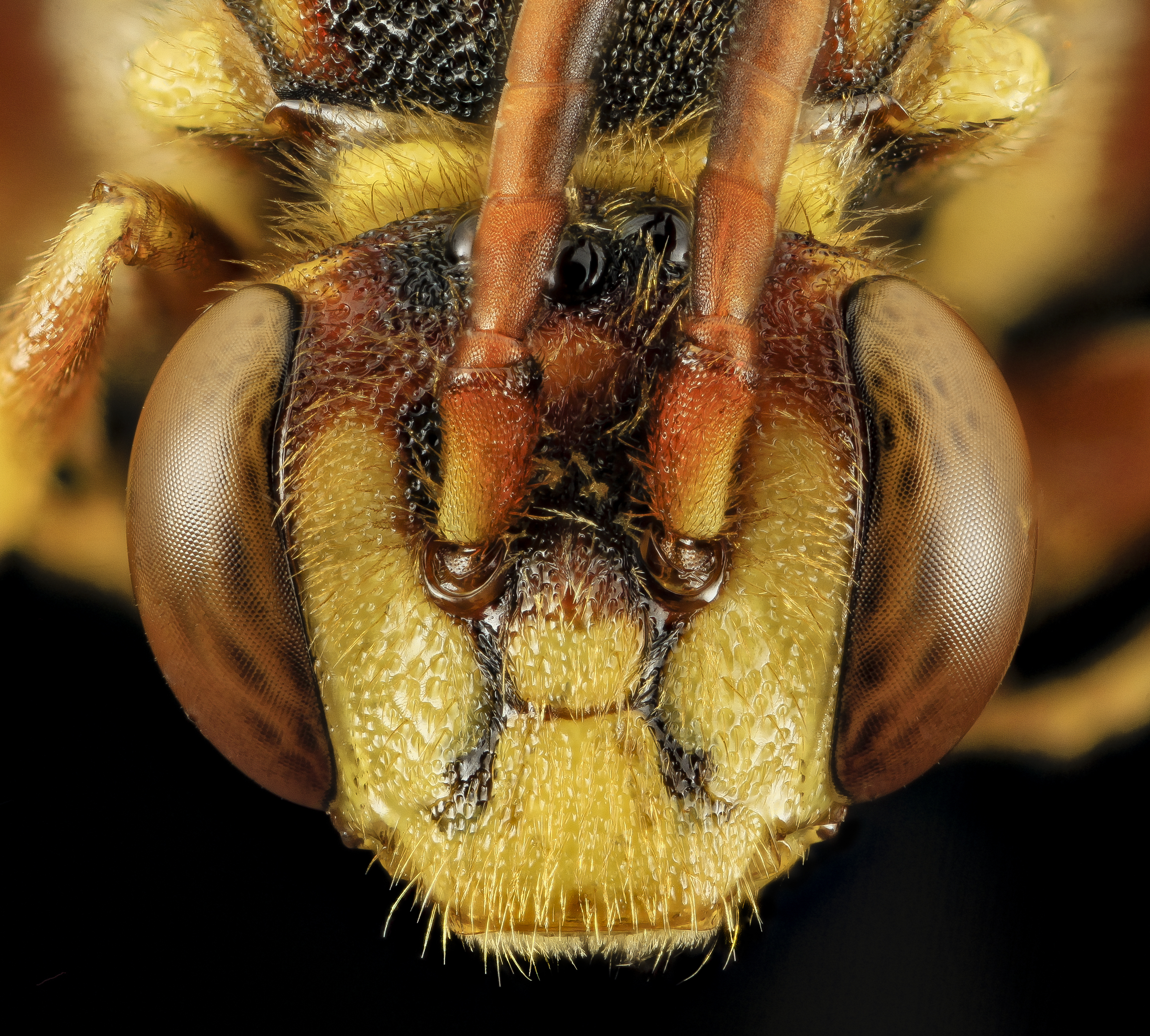
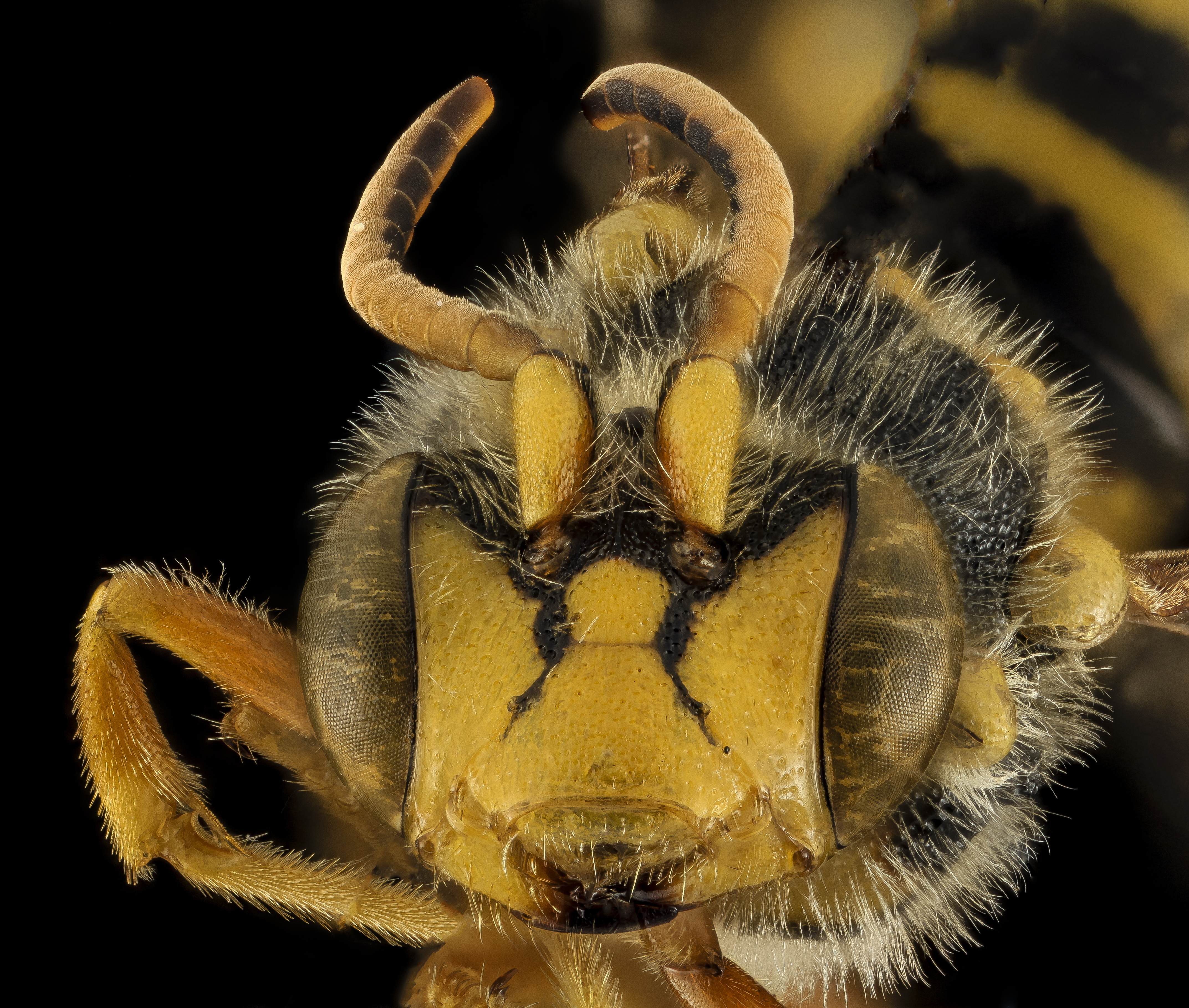
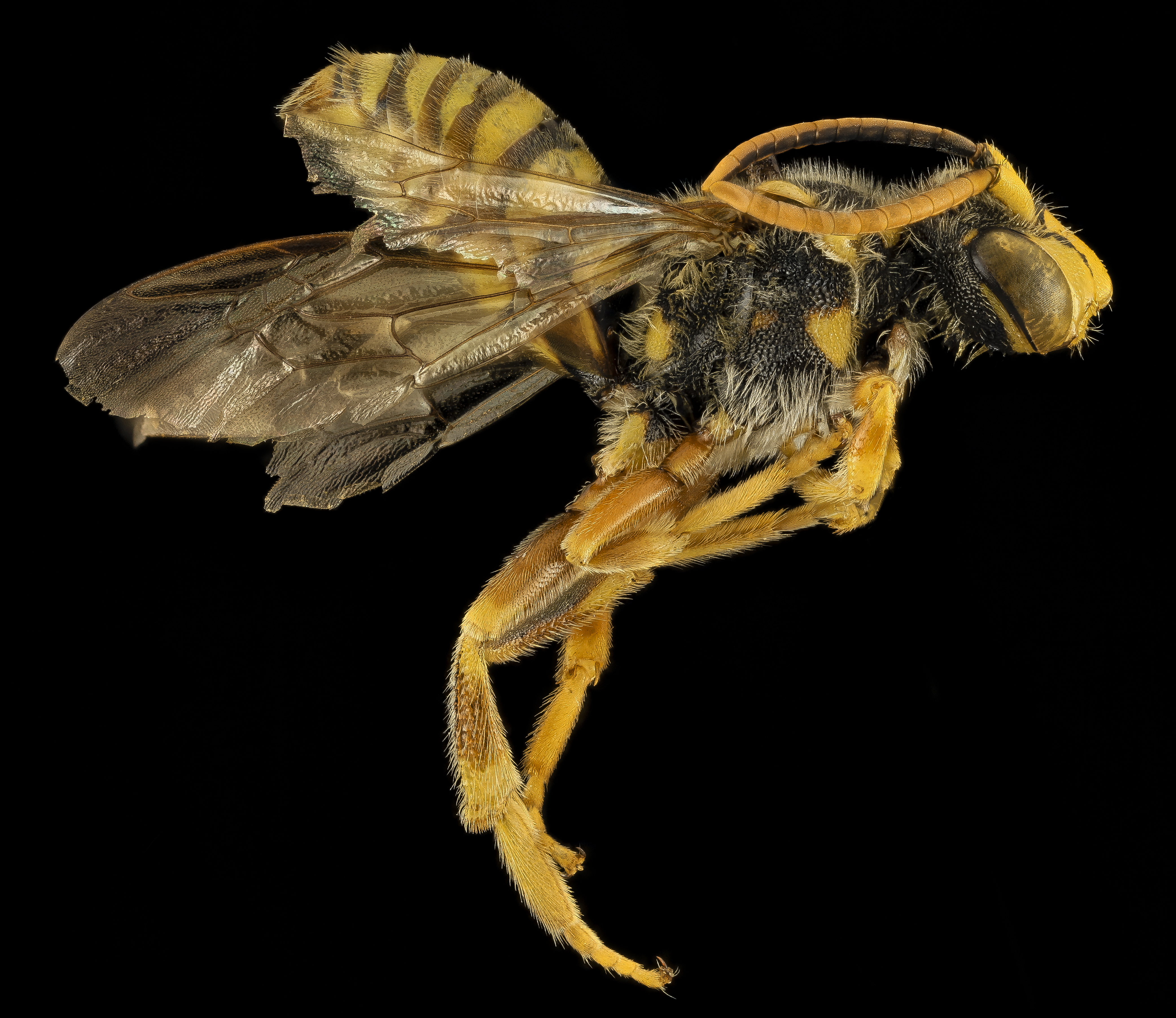
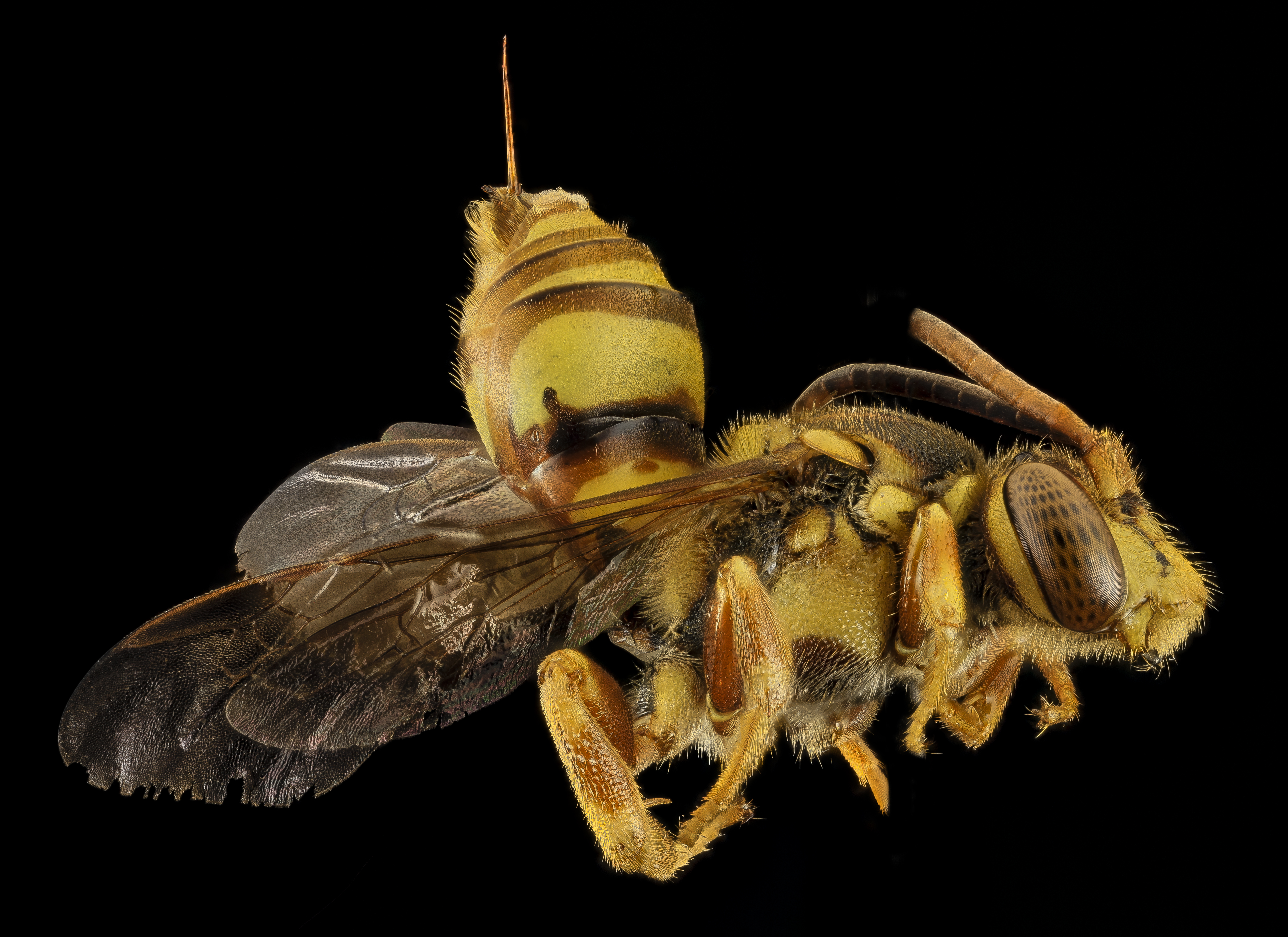